# Argyreia barbata
Argyreia barbata är en vindeväxtart som först beskrevs av Nathaniel Wallich, och fick sitt nu gällande namn av Raiz. Argyreia barbata ingår i släktet Argyreia och familjen vindeväxter. Inga underarter finns listade i Catalogue of Life.